# Morgan Creek Productions
Morgan Creek Productions est une société indépendante américaine de production de films de cinéma qui a été créée en 1988 par James G. Robinson.

## Films
| Titre                                                                       | Année | Réalisateur                 | Budget (en $US) | Recettes mondiales (en $US) | Notes                                                                                  |
| --------------------------------------------------------------------------- | ----- | --------------------------- | --------------- | --------------------------- | -------------------------------------------------------------------------------------- |
| Young Guns                                                                  | 1988  | Christopher Cain            | 11 millions     | 45 661 556                  |                                                                                        |
| Faux-semblants (Dead Ringers)                                               | 1988  | David Cronenberg            |                 | 8 038 508                   |                                                                                        |
| L'amour est une grande aventure (Skin Deep)                                 | 1989  | Blake Edwards               |                 | 19 674 852                  |                                                                                        |
| Les Indians (Major League)                                                  | 1989  | David S. Ward               | 11 millions     | 49 797 148                  |                                                                                        |
| Flic et Rebelle (Renegades)                                                 | 1989  | Jack Sholder                |                 | 9 015 164                   |                                                                                        |
| Ennemies, une histoire d'amour (Enemies, a Love Story)                      | 1989  | Paul Mazursky               |                 | 7 754 571                   |                                                                                        |
| Coupe de Ville                                                              | 1990  | Joe Roth                    |                 | 715 983                     |                                                                                        |
| L'Exorciste, la suite (The Exorcist III)                                    | 1990  | William Peter Blatty        | 11 millions     | 26 098 824                  |                                                                                        |
| Cabal (Nightbreed)                                                          | 1990  | Clive Barker                | 11 millions     | 8 862 354                   |                                                                                        |
| Young Guns 2 (Young Guns II)                                                | 1990  | Geoff Murphy                |                 | 44 143 410                  |                                                                                        |
| Fenêtre sur Pacifique (Pacific Heights)                                     | 1990  | John Schlesinger            | 18 millions     | 44 926 706                  |                                                                                        |
| Robin des Bois, prince des voleurs (Robin Hood: Prince of Thieves)          | 1991  | Kevin Reynolds              | 48 millions     | 390 493 908                 | Un extrait de la bande originale du film sert ensuite d'identifiant musical du studio. |
| Freejack                                                                    | 1992  | Geoff Murphy                | 30 millions     | 17 129 000                  |                                                                                        |
| Sables mortels (White Sands)                                                | 1992  | Roger Donaldson             | 25 millions     | 9 011 574                   |                                                                                        |
| Telemaniacs (Stay Tuned)                                                    | 1992  | Peter Hyams                 |                 | 10 736 401                  |                                                                                        |
| Le Dernier des Mohicans (The Last of the Mohicans)                          | 1992  | Michael Mann                | 40 millions     | 75 505 856                  |                                                                                        |
| Diabolique séduction (The Crush)                                            | 1993  | Alan Shapiro                |                 | 13 609 396                  |                                                                                        |
| True Romance                                                                | 1993  | Tony Scott                  | 13 millions     | 12 281 551                  |                                                                                        |
| Ace Ventura, détective chiens et chats (Ace Ventura: Pet Detective)         | 1994  | Tom Shadyac                 | 12 millions     | 107 217 396                 |                                                                                        |
| Les Indians 2 (Major League II)                                             | 1994  | David S. Ward               | 25 millions     | 30 626 182                  |                                                                                        |
| L'Escorte infernale (Chasers)                                               | 1994  | Dennis Hopper               | 15 millions     | 1 596 687                   |                                                                                        |
| Le Douzième Juré (Trial by Jury)                                            | 1994  | Heywood Gould               | N/A             | 6971777                     |                                                                                        |
| Le Point de rupture (Imaginary Crimes)                                      | 1994  | Anthony Drazan              | N/A             | 89 611                      |                                                                                        |
| Silent Fall                                                                 | 1994  | Bruce Beresford             | 30 millions     | 3 180 674                   |                                                                                        |
| Ace Ventura en Afrique (Ace Ventura: When Nature Calls)                     | 1995  | Steve Oedekerk              | 30 millions     | 212 385 533                 |                                                                                        |
| Pour l'amour de l'art (Two If by Sea)                                       | 1996  | Bill Bennett                | N/A             | 10 658 278                  |                                                                                        |
| Le Souffre-douleur (Big Bully)                                              | 1996  | Steve Miner                 | 15 millions     | 2 042 530                   |                                                                                        |
| Diabolique                                                                  | 1996  | Jeremiah S. Chechik         | 45 millions     | 17 100 369                  |                                                                                        |
| Pleine lune (Bad Moon)                                                      | 1996  | Eric Red                    | 7 millions      | 1 055 525                   |                                                                                        |
| Wild America                                                                | 1997  | William Dear                | N/A             | 7 324 662                   |                                                                                        |
| Incognito                                                                   | 1997  | John Badham                 | N/A             | N/A                         |                                                                                        |
| Les Indians 3 (Major League: Back to the Minors)                            | 1998  | John Warren                 | 18 millions     | 3 572 443                   |                                                                                        |
| Le Détonateur (Wrongfully Accused)                                          | 1998  | Pat Proft                   | N/A             | 9 623 329                   |                                                                                        |
| Soldier                                                                     | 1998  | Paul W. S. Anderson         | 60 millions     | 14 594 226                  |                                                                                        |
| Le Roi et moi (The King and I)                                              | 1999  | Richard Rich                | 25 millions     | 11 993 021                  |                                                                                        |
| 50 degrés Fahrenheit (Chill Factor)                                         | 1999  | Hugh Johnson                | 70 millions     | 11 263 966                  |                                                                                        |
| Liberty Heights                                                             | 1999  | Barry Levinson              | 11 millions     | 3 736 868                   |                                                                                        |
| Mon voisin le tueur (The Whole Nine Yards)                                  | 2000  | Jonathan Lynn               | 41,3 millions   | 106 371 651                 |                                                                                        |
| Battlefield Earth                                                           | 2000  | Roger Christian             | 44 millions     | 29 725 663                  |                                                                                        |
| L'Art de la guerre                                                          | 2000  | Christian Duguay            | 60 millions     | 40 400 425                  |                                                                                        |
| Get Carter                                                                  | 2000  | Stephen T. Kay              | 63,6 millions   | 19 412 993                  |                                                                                        |
| Sex and Manipulations (The In Crowd)                                        | 2000  | Mary Lambert                | 15 millions     | 5 217 498                   |                                                                                        |
| The Pledge                                                                  | 2001  | Sean Penn                   | 35 millions     | 29 419 291                  |                                                                                        |
| Destination: Graceland (3000 Miles to Graceland)                            | 2001  | Demian Lichtenstein         | 62 millions     | 18 720 175                  |                                                                                        |
| Angel Eyes                                                                  | 2001  | Luis Mandoki                | 53 millions     | 29 715 606                  |                                                                                        |
| American Outlaws                                                            | 2001  | Les Mayfield                | 35 millions     | 13 342 790                  |                                                                                        |
| Braquages (Heist)                                                           | 2001  | David Mamet                 | 39 millions     | 28 510 652                  |                                                                                        |
| Juwanna Mann                                                                | 2002  | Jesse Vaughan               | 15 millions     | 13 802 599                  |                                                                                        |
| Star de père en fille (I'll Be There)                                       | 2003  | Craig Ferguson              | N/A             | N/A                         |                                                                                        |
| L'exorciste : Au commencement (Exorcist: The Beginning)                     | 2004  | Renny Harlin                | 80 millions     | 78 000 586                  |                                                                                        |
| Dominion: Prequel to the Exorcist                                           | 2005  | Paul Schrader               | 30 millions     | 251 495                     |                                                                                        |
| Two for the Money                                                           | 2005  | D. J. Caruso                | 25 millions     | 30 526 509                  |                                                                                        |
| Man of the Year                                                             | 2006  | Barry Levinson              | 20 millions     | 41 237 658                  |                                                                                        |
| Raisons d'État (The Good Shepherd)                                          | 2006  | Robert De Niro              | 85 millions     | 99 480 480                  |                                                                                        |
| Mère-fille, mode d'emploi (Georgia Rule)                                    | 2007  | Garry Marshall              | 20 millions     | 25 992 167                  |                                                                                        |
| Miss Campus (Sydney White)                                                  | 2007  | Joe Nussbaum (en)           | N/A             | 13 620 075                  |                                                                                        |
| Ace Ventura Jr., détective chiens et chats (Ace Ventura Jr : Pet Detective) | 2009  | David M. Evans              | 7,5 millions    | N/A                         |                                                                                        |
| Dream House                                                                 | 2011  | Jim Sheridan                | 50 millions     | 38 502 340                  |                                                                                        |
| The Thing                                                                   | 2011  | Matthijs van Heijningen Jr. | 38 millions     | 27 428 670                  |                                                                                        |
| All Eyez on Me                                                              | 2017  | Benny Boom                  | 45 millions     | 54 876 855                  |                                                                                        |
| L'Exorciste : Dévotion (The Exorcist: Believer)                             | 2023  | David Gordon Green          | 30 millions     | 26 497 600                  |                                                                                        |